# One Aldwych

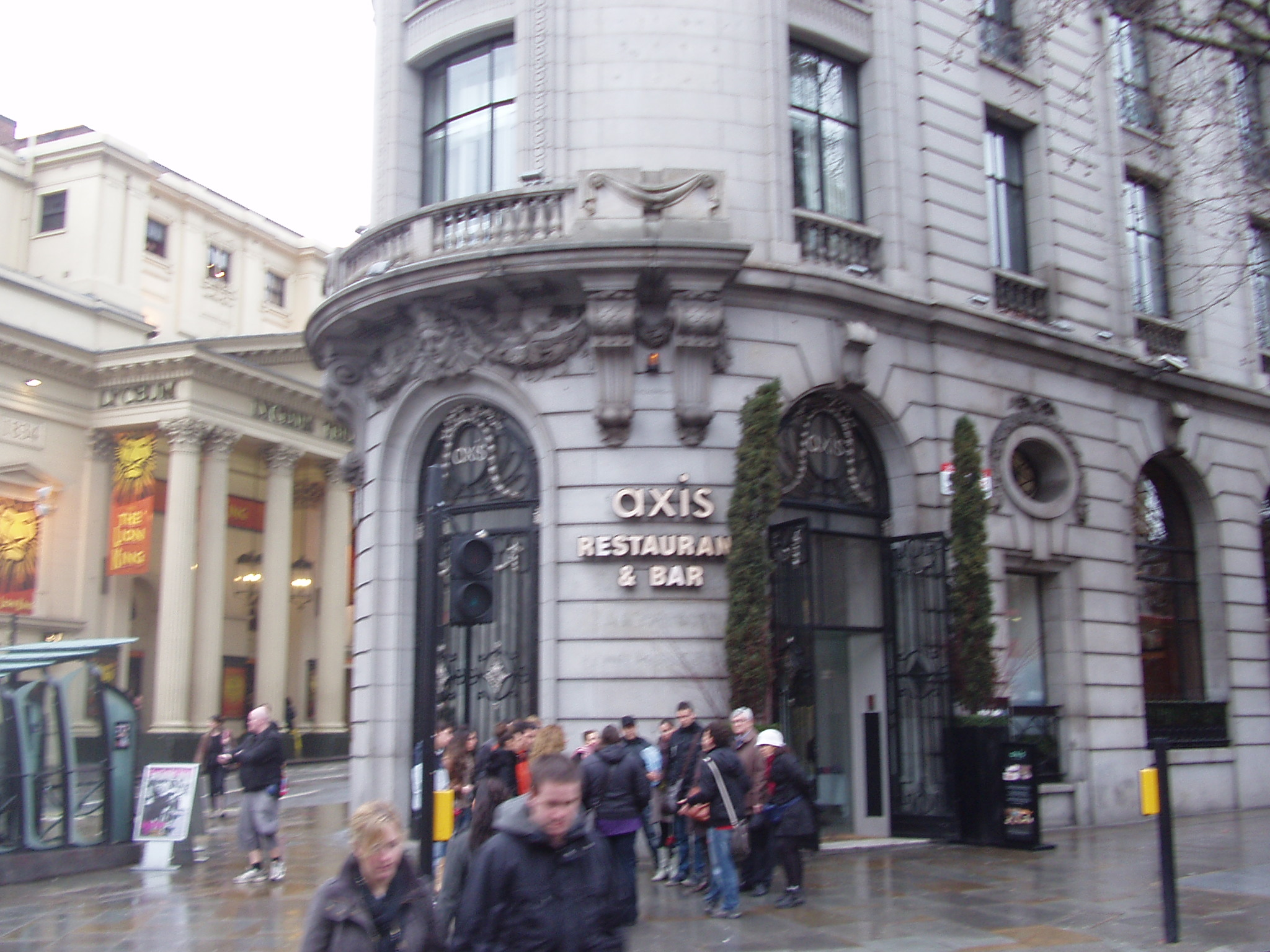
Das Restaurant Axis im One Aldwych

One Aldwych ist ein 5-Sterne-Hotel in London, England. Es liegt an der Straße Aldwych in der City of Westminster. 

## Besonderheiten
Von den meisten anderen Hotels seiner Sterneklasse unterscheidet es, dass es sich in Privatbesitz befindet. Manager und Miteigentümer der fünf Hotels der CambellGray Collection, zu der das One Aldwach gehört, ist Gordon Campbell Gray, der auch Kunstsammler ist und mehr als 500 Exponate im ganzen Hotel zeigt. Das Haus verzichtet auf alle Produkte, die mithilfe von Tierversuchen hergestellt wurden. Auf den Nachttischen der Zimmer liegt nicht die Bibel, sondern einen Ratgeber zur ökologischen Denkweise. Die Zimmer erhalten täglich frische Blumen und Obst. Der Swimmingpool ist chlorfrei und verfügt über Unterwassermusik.

## Exterior
Die One Aldwych liegt in einem denkmalgeschützten edwardianischen Gebäude von 1907 der Architekten Charles Mewès und Arthur Joseph Davis, die für ihren Entwurf des Ritz Hotels berühmt wurden.
Das Hotel ist an der Ecke Aldwych und The Wellington Street direkt neben dem Novello Theatre und gegenüber dem London Transport Museum gelegen. The Waldorf Hilton liegt wenige Meter entfernt auf der gleichen Seite des Aldwych. Viele Jahre wurde das Gebäude für Zwecke der The Morning Post-Redaktion  verwendet. Im Jahr 1998 wurde das Hotel von Jestico Whiles Associates restauriert, die den Edwardian Style der Außenfassade und die Einrichtung im Stil Louis-seize, darunter eine Kunstsammlung, erhielten. Das Äußere ist aus norwegischem Granit hergestellt.

## Interior

### Zimmer
Das Hotel verfügt über 105 Zimmer und Suiten. Die Zimmer sind von Lonely Planet „als großzügig und stilvoll mit Vorhängen aus Rohseide, Naturtöne und moderne Kunst, mit Badewanne groß genug für zwei“ Die Zimmerpreise liegen 2010 bei ab 336 £ pro Nacht.

### Restaurants & Bars
One Aldwych hat zwei Restaurants, das Axis und das Indigo und zwei Bars, die Lobby Bar und die The Cinnamon Bar. Das Axis Restaurant serviert Spezialitäten der britischen Küche und ein traditionelles englisches Frühstück.